# 公司廊路

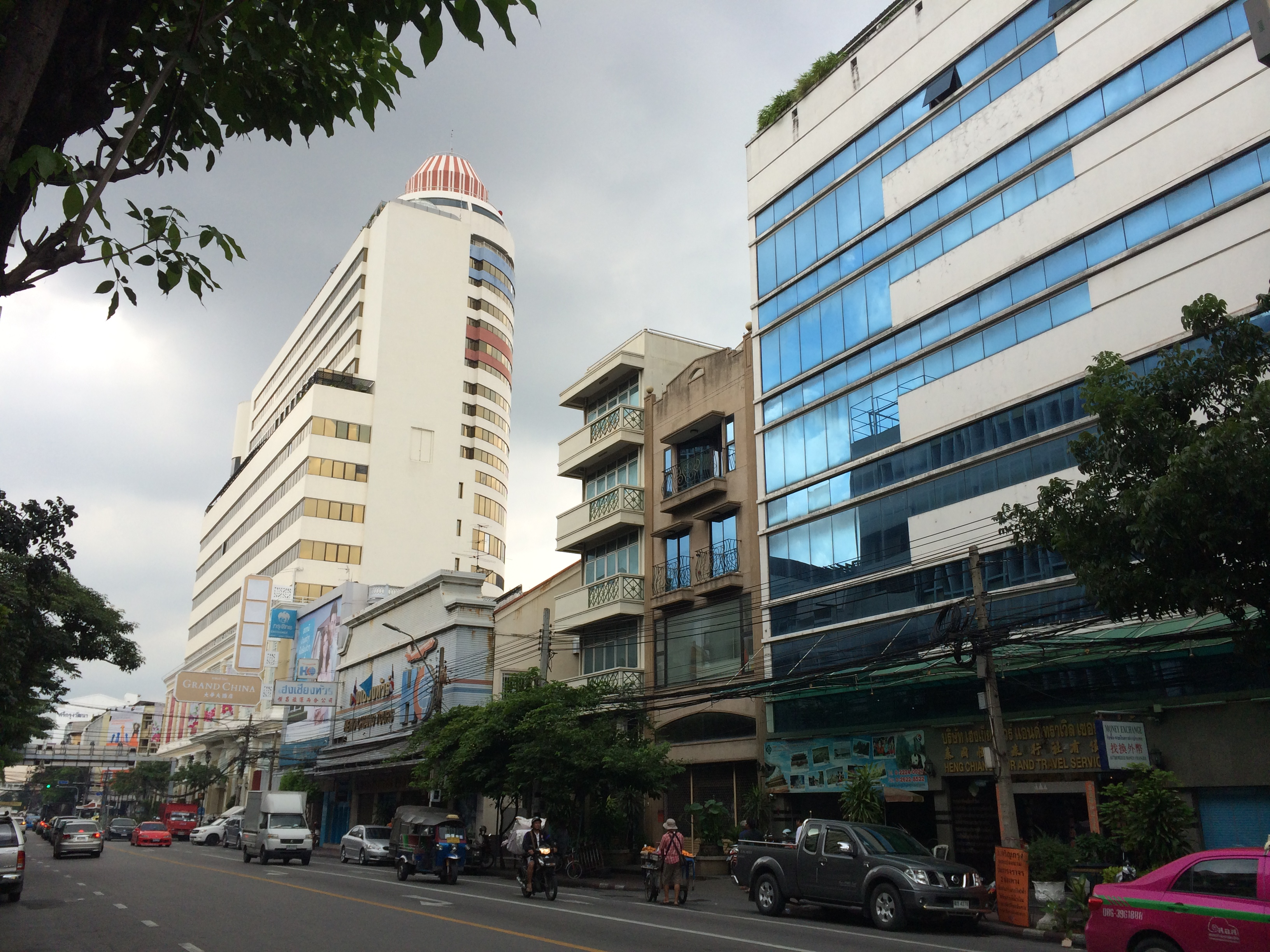
公司廊路

公司廊路，泰语称拉差翁路（皇家轉寫：Thanon Ratchawong，發音：[tʰā.nǒn râːt.t͡ɕʰā.wōŋ]，意为王朝路）是曼谷唐人街其中一条知名道路，为东北西南走向，长700米。该路穿越石龙军路与Suea Pa路相接，向西南直通昭披耶河岸的公司廊码头。
公司廊路靠近码头的地方是BMA204路巴士的终点站。

## 历史
公司廊路是在五世王统治期间开辟。公司廊路是泰国华人命名，泰语本意为王朝路。该路穿越石龙军路与Suea Pa路相接，向西南直通昭披耶河岸的公司廊码头。公司廊码头是曼谷一处重要的码头。公司廊路沿路皆为外国公司的办公大厦，经营批发业务。距耀华力路附近的地区较早开设了购物中心和餐馆，当地的饭菜和冰激凌曾颇受欢迎，吸引许多贵族家庭。暹罗立宪革命前夕，一群海军军官曾在这里的一家餐厅商议计划。
公司廊路的东北端仍然留存一些老店，靠近码头的地段则主要是公司和银行大楼。公司廊路繁盛一时，周围地区长期是曼谷唯一的商圈。诸多银行亦在此开业。1944年，陳弼臣在这里开办了首间盘谷银行。其中的一些银行将分行开到了当时不算繁华的是隆路和沙吞路等地。
2016年初，曼谷城市规划和发展中心（UddC）将公司廊路评为曼谷最佳步行街。理由是公司廊路两旁绿树成荫，到处是热闹的摊位和活跃的店屋。

## 图册

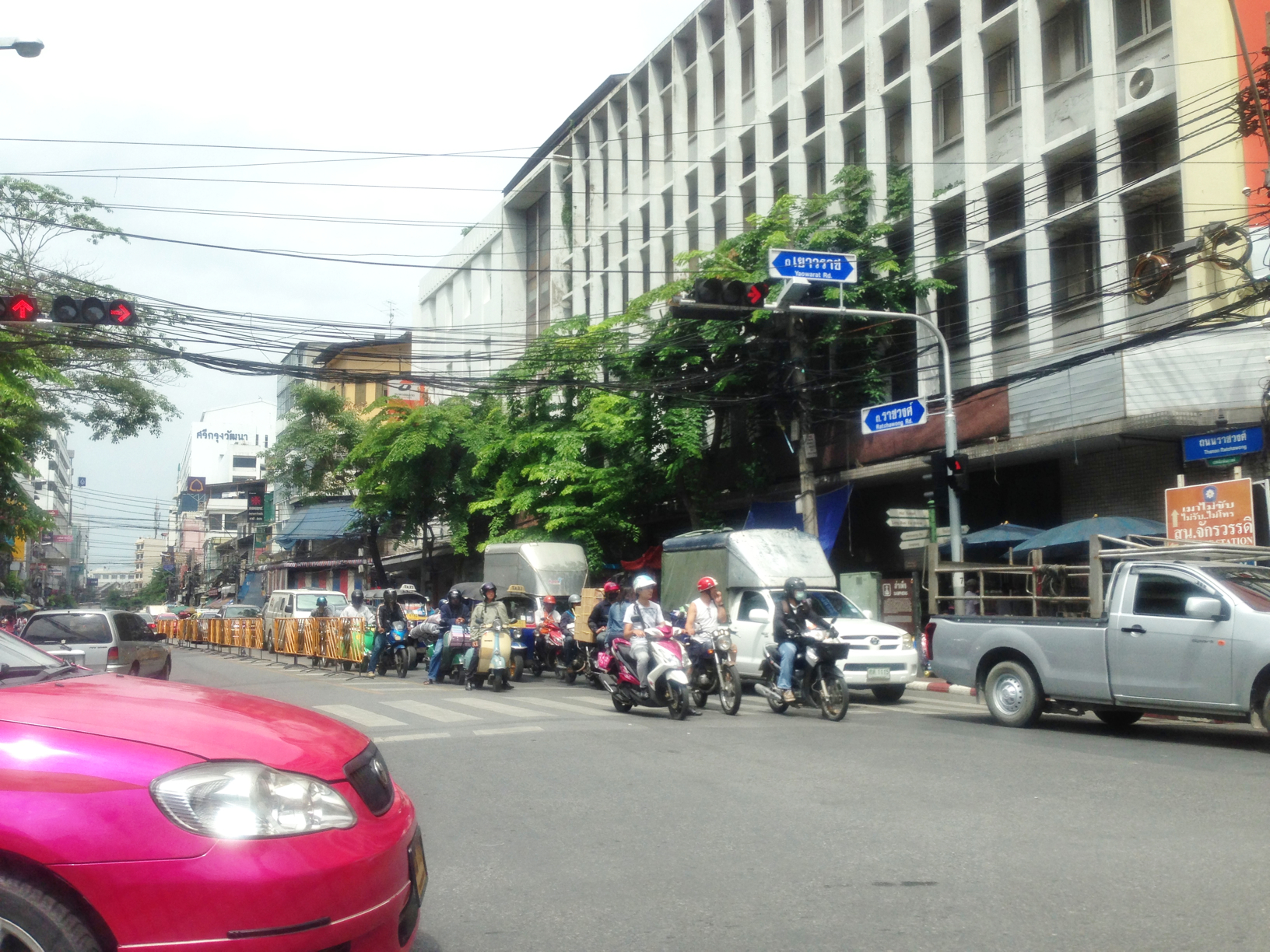
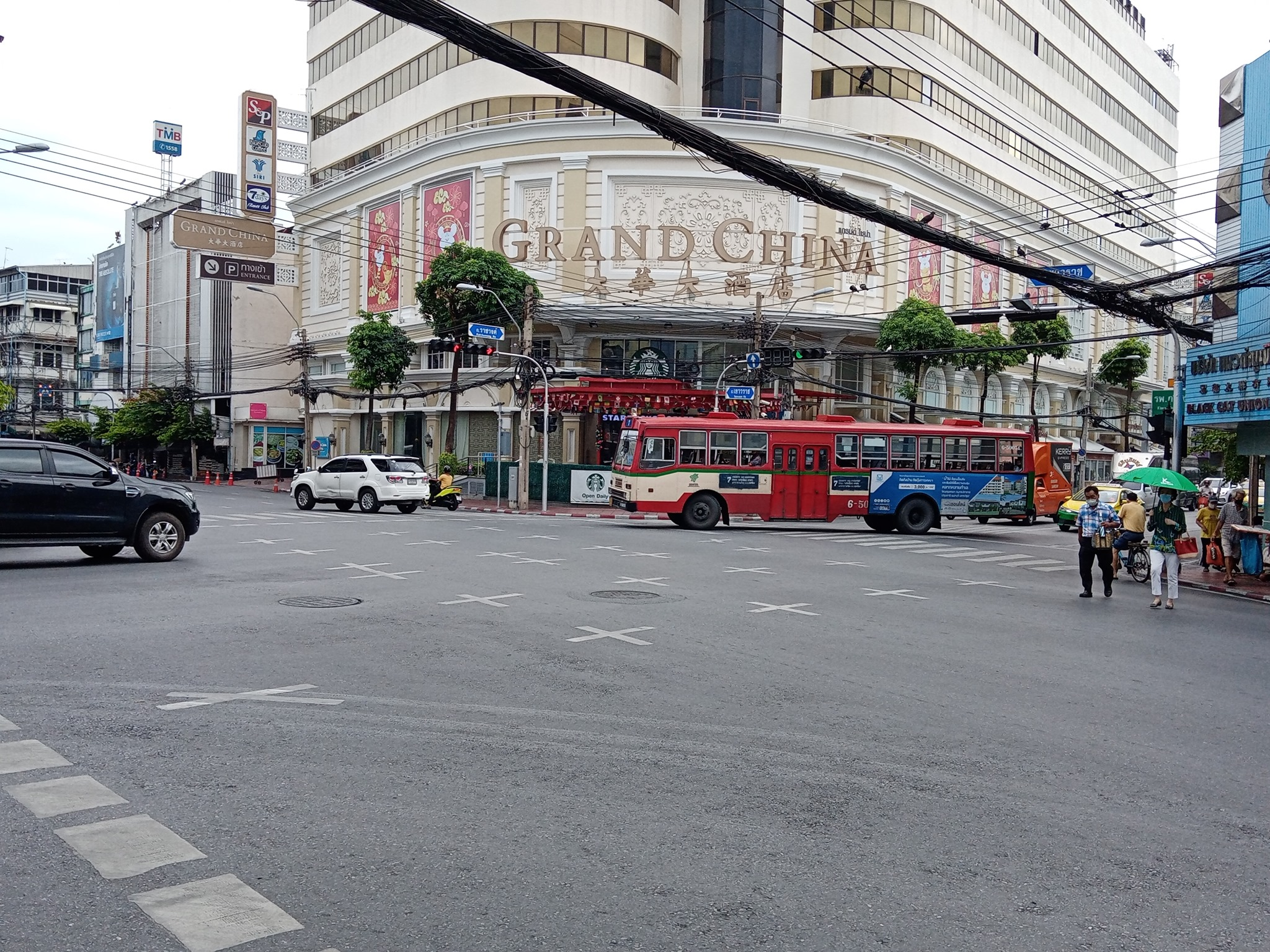
大华大酒店
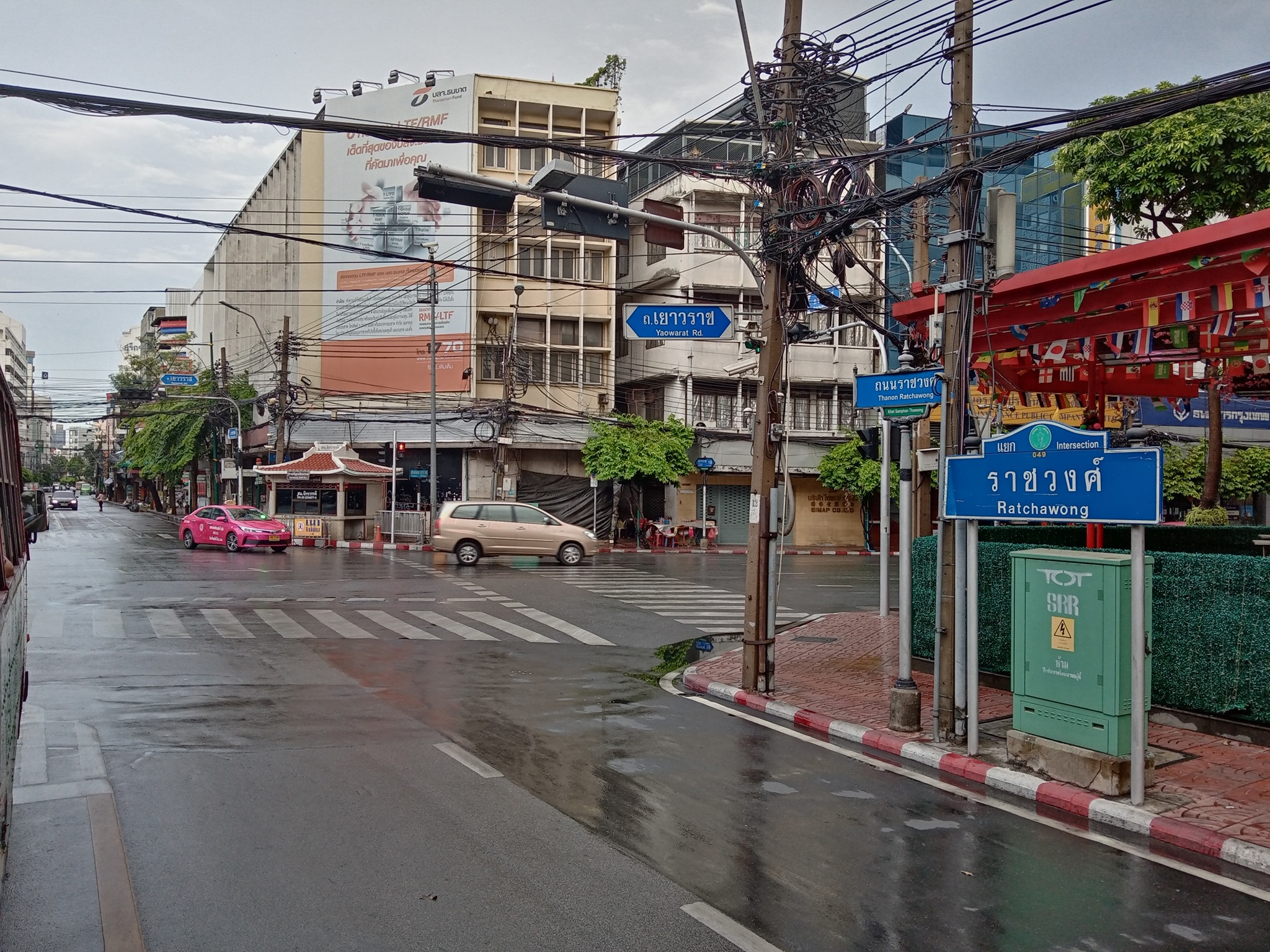
耀华力路与公司廊路交口（公司廊交口）
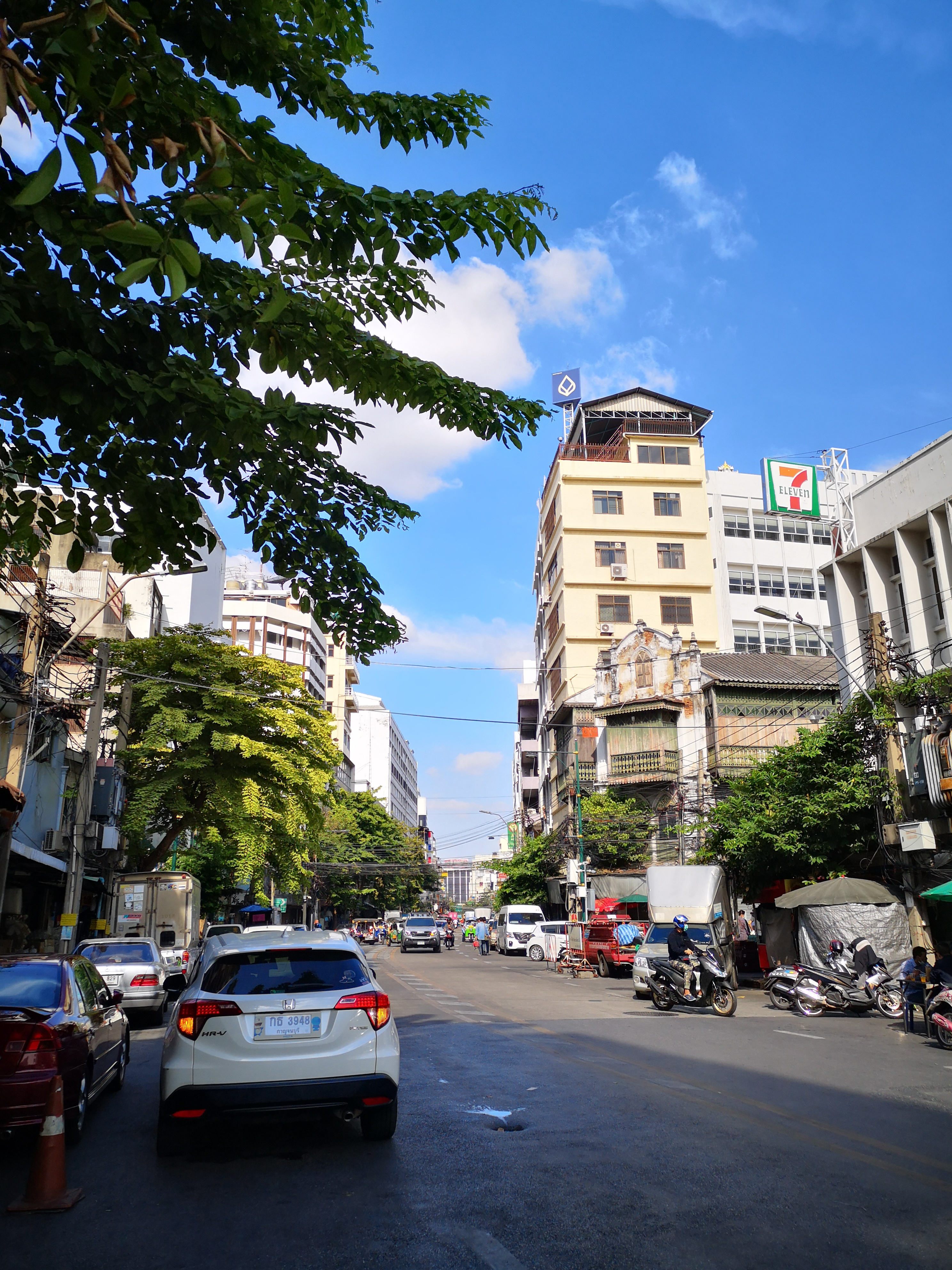
嵩越路与公司廊路交口
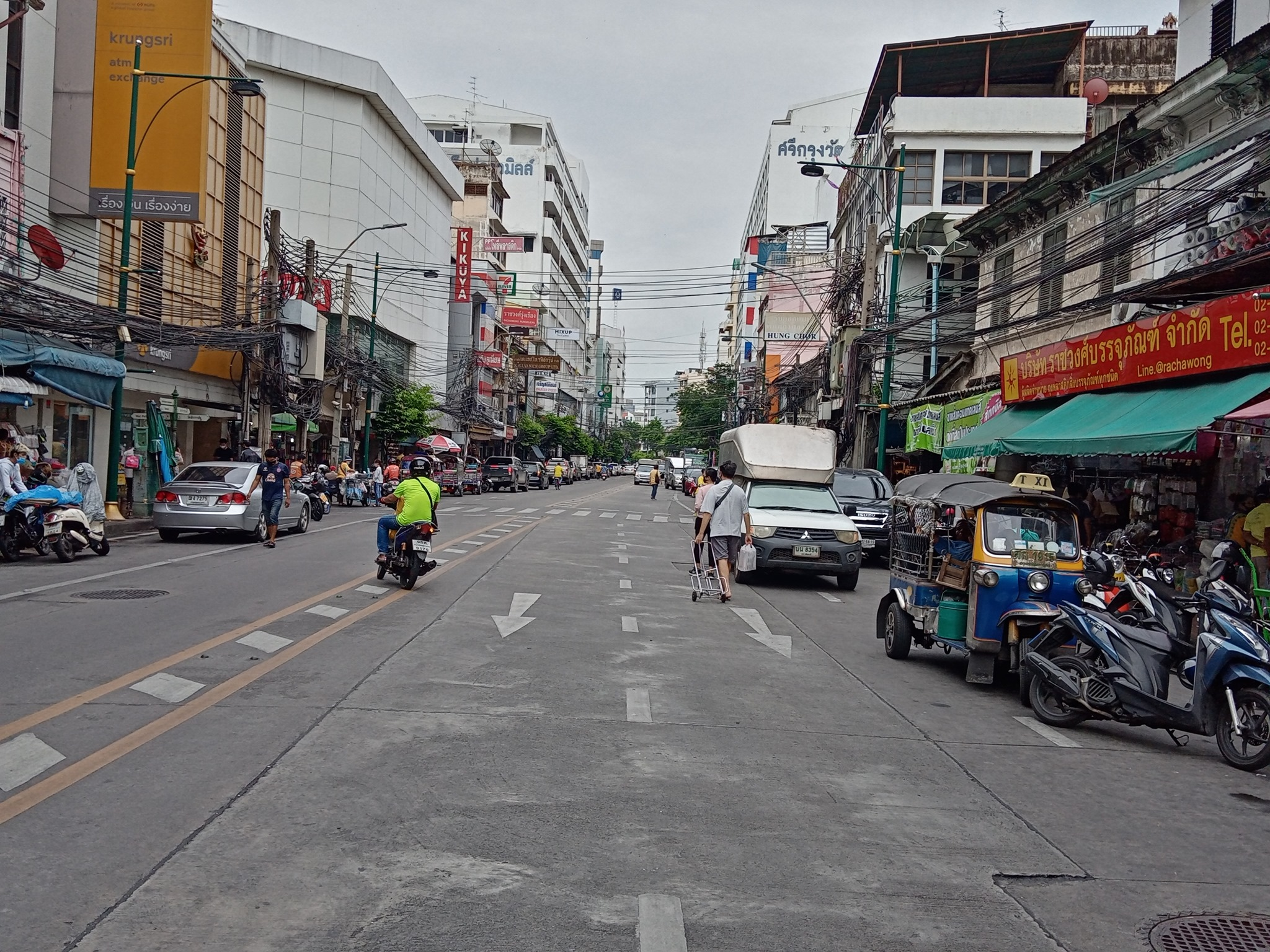
公司廊路与三聘街交口